# Azuragrion vansomereni
Azuragrion vansomereni é uma espécie de libelinha da família Coenagrionidae.
Pode ser encontrada nos seguintes países: Camarões, Costa do Marfim, Etiópia, Gâmbia, Gana, Nigéria, Senegal, Sudão, Togo, Uganda e possivelmente em Angola.
Os seus habitats naturais são: savanas áridas, savanas húmidas, matagal árido tropical ou subtropical, matagal húmido tropical ou subtropical, campos de gramíneas subtropicais ou tropicais secos de baixa altitude, marismas de água doce e marismas intermitentes de água doce.